# Nephromma alvarengai
Nephromma alvarengai är en skalbaggsart som beskrevs av Wittmer 1996. Nephromma alvarengai ingår i släktet Nephromma och familjen Phengodidae. Inga underarter finns listade i Catalogue of Life.